# رضا حداد
رضا حداد (۱ تیر ۱۳۴۸ – ۲۹ اردیبهشت ۱۴۰۲) کارگردان تئاتر اهل ایران بود. او دانش‌آموختهٔ کارگردانی تئاتر از دانشگاه هنر و معماری تهران بود و فعالیت حرفه‌ای خود را از سال ۱۳۶۵ با کارگردانی تئاتر آغاز کرد. وی سابقه اجراهای بسیاری در خارج از کشور و دریافت جایزه بین‌المللی را داشت. رضا حداد به ساخت آثار پست‌مدرن و به استفاده از المان‌های تصویری افزوده به صحنه برای تاثیر بیشتر روی مخاطب شناخته می‌شد.
رضا حداد به انجمن‌های صنفی تئاتر، کمک‌های مالی بسیاری می‌کرد و برای گروه‌های تئاتری و یا انتشار کتاب و همچنین بنیادهای خیریه، تبلیغات رایگان منتشر می‌کرد.

## زندگی حرفه‌ای
رضا حداد در سال ۱۳۷۲ برای تحصیل در رشته تئاتر وارد دانشکده هنر و معماری دانشگاه آزاد تهران شد. او نخستین نمایش ورودی‌های سال ۱۳۷۲ را به همراه هم‌کلاسی‌های خود در همان دانشکده به روی صحنه برد. این نمایش، اجرای نمایشنامه معروف پهلوان اکبر می‌میرد بهرام بیضایی بود. او نخستین نمایش حرفه‌ای خود را در فاصله کوتاهی پس از فارغ‌التحصیلی در جشنواره تئاتر سال ۱۳۷۶ به عنوان کارگردان در سالن قشقایی تئاتر شهر روی صحنه برد. این نمایش، اجرای نمایشنامه رستم از شاهنامه رفت نوشته منیرو روانی‌پور بود.
رضا حداد تحصیلات خود را تا کارشناسی ارشد کارگردانی تئاتر ادامه داد. او از دومین اجرای خود از نماتابی استفاده کرد که تا آن زمان در ایران کمتر کسی به آن پرداخته بود. او برای اجرای این تکنیک، ویدئوپروجکشن‌هایی را کشور بلژیک وارد کرد و برای اجرای سه تئاتر آمدیم، نبودید، رفتیم، کابوس‌های خنده‌دار برای شب و چندتایی هم برای روز، و کشتن کفتر چاهی هر سه نوشته محمد چرمشیر از این تکنیک استفاده کرد. استفاده از مهناز افشار هم روی صحنه و هم در ویدئوهایی که در این نمایش پروجکشن در نمایش آمدیم، نبودید، رفتیم در سال ۱۳۹۱ در تماشاخانه ایرانشهر چنان اثر داشت که پای دیگر بازیگران را نیز به تئاتر باز کرد.
رضا حداد در سال ۱۳۸۳ در تالار نوی تئاتر شهر که مختص اجراهای تجربی و مدرن در ایران پس از انقلاب بود کار حرفه‌ای خود در تئاتر تجربی ایران را با نمایشنامه با دهان‌بند سکوت از محمد چرمشیر آغاز کرد. رضا حداد در سال ۱۳۸۸ نمایشنامه مکاشفه در باب یک مهمانی خاموش به قلم آتیلا پسیانی را در تماشاخانه ایرانشهر به روی صحنه برد.
حداد بنیان‌گذار تماشاخانه آفتاب و دبیر نخستین دوره جشن کارگردان بود. او سرپرست دو گروه تئاتر سایه و گروه تئاتر آفتاب بود و برای مدتی سالن تئاتری را به عنوان سالن تئاتر آفتاب راه انداخت.
رضا حداد همیشه با چهره‌های شاخص تئاتر ایران همکاری داشت و بازیگران مطرح تئاتر و سینمای ایران چون پانته‌آ بهرام، لیلی رشیدی، سیامک انصاری، بابک حمیدیان، ستاره پسیانی، فاطمه نقوی، و برزو ارجمند در آثار او به ایفای نقش پرداختند.
او همچنین تجربه بازیگری نمایش باغ مرگ به کارگردانی سیامک احصایی در سال ۱۳۸۹ را دارد. سرپرستی گروه تئاتر سایه و گروه تئاتر آفتاب از دیگر عناوین حرفه‌ای او بودند. از میان آثار او نمایش‌های مکاشفه در باب یک مهمانی خاموش و آمدیم، نبودید، رفتیم در قالب فیلم تئاتر روانه بازار شده‌اند.

## تبلیغات
رضا حداد همچنین عضو هیئت موسس و مدیرعامل هلدینگ گروه ارتباطی شبکه آفتاب یکی از بزرگترین شرکت‌های تبلیغاتی ایران بود. او کار تبلیغات را در سال ۱۳۷۷ به همراه سه نفر دیگر و در یک اتاق با ساخت برنامه‌های تلویزیونی آغاز کرد. دو سال بعد دو نفر جدا شدند و او به همراه مازیار حبیبی‌نیا با تغییر فعالیت‌های خود، گروه ارتباطات آفتاب را راه‌اندازی کردند و به ساخت تیزرسازی تلویزیونی، تبلیغات شهری از جمله بیلبوردها در سطح شهرهای ایران و تبلیغات بر روی متروها و اتوبوس‌ها روی آوردند.
این شرکت، نشریه شبکه آفتاب را منتشر می‌کرد. بااینکه این نشریه از نظر مالی نشریه‌ای وابسته به یک بنگاه تبلیغاتی بود اما همین ویژگی که نشریه، نیازی به  سودآوری نداشت موجب شد تا نویسندگان آن بتوانند محتوای متفاوتی برای مخاطبان خود تهیه کنند.

## درگذشت

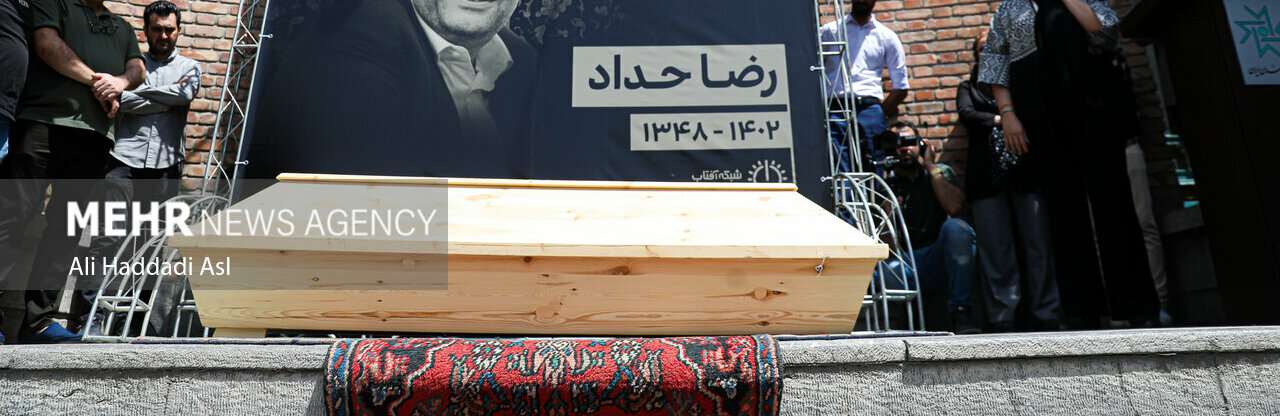
تشیع جنازه رضا حداد، ۳۱ اردیبهشت ۱۴۰۲

رضا حداد صبح جمعه ۲۹ اردیبهشت ۱۴۰۲ بدلیل سکته قلبی در منزلش درگذشت.
مراسم خاکسپاری پیکر او صبح روز یکشنبه ۳۱ اردیبهشت ۱۴۰۲ با حضور هنرمندان عرصه سینما و تئاتر در محوطه اصلی خانه هنرمندان برگزار شد.

## فعالیت های هنری

### کارگردانی تئاتر
| عنوان                                          | نویسنده      | محل اجرا                                | سال          |
| ---------------------------------------------- | ------------ | --------------------------------------- | ------------ |
| با دهان بند سکوت                               | محمد چرمشیر  | تئاتر شهر، تالار نو                     | ۱۳۸۳         |
| مکاشفه در باب یک مهمانی خاموش                  | آتیلا پسیانی | تماشاخانه ایرانشهر                      | ۱۳۸۸         |
| آمدیم، نبودید، رفتیم                           | محمد چرمشیر  | تماشاخانه ایرانشهر                      | ۱۳۹۱         |
| کابوس‌های خنده‌دار برای شب و چندتایی هم برای روز | محمد چرمشیر  | تماشاخانه ایرانشهر، سالن استاد سمندریان | ۱۳۹۲         |
| کسی نیست همه داستان‌ها را به یاد آورد           | محمد چرمشیر  | تماشاخانه ایرانشهر، سالن استاد سمندریان | ۱۳۹۳         |
| کشتن کفتر چاهی                                 | محمد چرمشیر  | سالن تئاتر آفتاب                        | ۱۳۹۴         |
| بی‌بی و سرباز دل                                | محمد چرمشیر  | دور اروپا، آمریکا، کانادا و استرالیا    | ۱۳۹۶ تا ۱۳۹۸ |

### مجری طرح سینمایی
| عنوان          | کارگردان        | سال  |
| -------------- | --------------- | ---- |
| یحیی سکوت نکرد | کاوه ابراهیم‌پور | ۱۳۹۳ |

## جوایز
- دریافت عنوان بهترین نمایش جشنواره بین المللی تئاتر فجر برای اجرای مکاشفه در باب یک مهمانی خاموش (۱۳۸۹)